# Rodello
Rodello es un municipio italiano situado en la provincia de Cuneo, en Piamonte. Tiene una población estimada, a fines de julio de 2024, de 970 habitantes.

## Evolución demográfica
| Gráfica de evolución demográfica de Rodello entre 1861 y 2024 |
|                                                               |
| Fuente: ISTAT - Elaboración gráfica de Wikipedia              |